# Kissáró
Kissáró, (szlovákul Malé Šarovce) Sáró településrésze, korábban önálló falu Szlovákiában, a Nyitrai kerület Lévai járásában.

## Fekvése
Lévától 14 km-re délre, a Garam jobb partján fekszik.

## Története
Közvetve 1255-ben, ténylegesen 1272-ben említik először. Az esztergomi érsekség birtoka volt. 1534-ben 12 portája adózott. 1601-ben 33 háza és egy malma volt. 1720-ban 19 adózó volt a községben. 1828-ban 55 házában 364 lakos élt, akik mezőgazdasággal foglalkoztak. Legrégebbi ismert pecsétnyomója 1294-ből származik.
Vályi András szerint "SARO. Sarovce, Kis Saro, Nagy Saro. Két elegyes falu Bars Várm. földes Ura Kis Sarónak az Esztergomi Érsekség; Nagy Sarónak pedig Gyurcsányi, és Semberg Uraságok, Kis Saró, Nagy Sarónak filiája; lakosaik katolikusok, fekszenek Garam vizének szomszédságában, Lévához 1 3/4 mértföldnyire; határbéli földgyeik termékenyek, legelőjök hasznos, vagyonnyaik külömbfélék.
" 
Fényes Elek szerint "Sáró, (Kis), magyar falu, Bars vgyében, a Garan jobb partján, az Esztergomból Lévára vivő országutban, 15 kath., 263 ref. lak. Ref. anyatemplom. F. u. az esztergomi érsek. Ut. p. Zeliz
" 
A trianoni békeszerződésig Bars vármegye Lévai járásához tartozott. 1938 és 1945 között újra Magyarország része volt.

## Népessége
1910-ben 572 magyar anyanyelvű lakosa volt.
2001-ben Sáró 1621 lakosából 746 magyar, 616 szlovák és 212 cigány volt.

## Neves személyek
- Itt született 1884-ben Várady Béla római katolikus plébános, a két világháború közötti Csehszlovákia közéleti szereplője.

## Külső hivatkozások
- Községinfó
- Sáró Szlovákia térképén
- Sáró a régió honlapján
- E-obce.sk Archiválva 2007. november 13-i dátummal a Wayback Machine-ben